# 花脸沙百灵
花脸沙百灵（学名：Spizocorys personata），是百灵科沙百灵属的一种，是游猎迁徙的候鸟，分布于肯尼亚和埃塞俄比亚。全球活动范围约为150,000平方千米。该物种的保护状况被评为无危。
花脸沙百灵的平均体重约为19.9克。栖息地为亚热带或热带的（低地）干草原。